# (27056) Ginoloria
(27056) Ginoloria (1998 SB28) – planetoida z pasa głównego asteroid okrążająca Słońce w ciągu 5,32 lat w średniej odległości 3,04 j.a. Odkryta 26 września 1998 roku.